# Enyimba Internațional
Enyimba Internațional Fotbal Club sau pur și simplu cunoscut sub numele de Enyimba, este un club nigerian de fotbal cu sediul în orașul Aba, care joacă în liga profesionistă de fotbal din Nigeria. Numele lor înseamnă elefant al oamenilor în limba igbo și este, de asemenea, porecla folosită pentru orașul Aba. Fondat în 1976, clubul a câștigat importanță în anii 2000 și este considerat cel mai de succes club de fotbal nigerian, deoarece a câștigat două titluri de Liga Campionilor de pe continentul Africii, opt campionate nigeriene și patru Cupe ale Federației din 2001.

## Istorie

### Primii ani
Clubul a fost fondat ca un club de stat în noiembrie 1976 de Jerry Amadi Enyeazu, care a fost primul director ce a înființat sportul in noul stat Imo, o provincie din sud-estul Nigeriei. În august 1991, statul Imo a fost împărțit și statul Abia a fost creat din partea Imo, care a inclus orașul Aba, orașul natal al Enyimba, astfel încât noul guvern a preluat funcția de proprietari ai Enyimba.
În anii 1970 și 1980, Enyimba s-a străduit să aibă un impact notabil, deoarece centralele tradiționale precum Enugu Rangers, Shooting Stars, Bendel Insurance și rivalii locali Iwuanyanwu Nationale au dominat fotbalul nigerian. Creșterea faimei lui Enyimba a început în 1990, când a fost inaugurată Liga Profesionistă.
În primul lor sezon în prima divizie, Enyimba a terminat pe locul 13 din 16 cluburi, câștigând doar cinci din 30 de meciuri cu o diferență de goluri 25–36. În sezonul următor au câștigat opt  meciuri, dar au terminat pe locul 15 cu 36 de puncte, la doar un punct de zona de salvare terminând în spatele formației Stationery Stores, retrogradând în divizia a doua a fotbalului nigerian pentru sezonul 1992. Enyimba a rămas apoi la al doilea nivel pentru următoarele două sezoane înainte de a câștiga promovarea în 1993, terminând pe primul loc cu 29 de victorii din 46 de jocuri, câștigând un record de 96 de puncte cu o diferență de goluri 64-25, cu cele mai multe goluri marcate și cu cele mai puține goluri primite în liga a 24 de echipe.
Revenind la nivelul superior, șirul lor de rezultate bune a continuat și au terminat sezonul 1994 în al treilea rând, în spatele BCC Lions și Shooting Stars, ratând un loc în Cupa CAF din 1995 la diferența de goluri. După un sezon mediocru din 1995, au câștigat locul patru în 1996, înainte ca o serie de rezultate inconsistente să-i vadă scăpând cu ușurință de la retrogradare la diferența de goluri în 1997 și terminând pe locul șapte în 1998.

### Stadion
Enyimba folosește în prezent Stadionul Internațional Enyimba situat în orașul Aba din statul Abia. Stadionul a fost renovat în 2018.

## Palmares și statistici

### Titluri și trofee
| Competiții Naționale | Competiții Continentale                                                                                  |
| - Campionatul Nigerian (9) : - Campioni : 2001, 2002, 2003, 2005, 2007, 2010, 2015, 2019, 2023. - Vice-campioni : 2004, 2013, 2014. - Cupa Nigeriei (4) : - Câștigători : 2005, 2009, 2013, 2014. - Finalistă : 2010, 2011. - Supercupa Nigeriei (3) : - Câștigători : 2001, 2003, 2010. - Finalistă : 2002, 2009, 2016. | - Liga Campionilor CAF : - Câștigători (2) - 2003, 2004 - Supercupa CAF : - Câștigători (2) - 2004, 2005 |

### Finale
| Finale jucate de Enyimba în Cupele Continentale | Finale jucate de Enyimba în Cupele Continentale | Finale jucate de Enyimba în Cupele Continentale | Finale jucate de Enyimba în Cupele Continentale | Finale jucate de Enyimba în Cupele Continentale | Finale jucate de Enyimba în Cupele Continentale | Finale jucate de Enyimba în Cupele Continentale | Finale jucate de Enyimba în Cupele Continentale | Finale jucate de Enyimba în Cupele Continentale |
| Liga Campionilor                                | Liga Campionilor                                | Liga Campionilor                                | Liga Campionilor                                |                                                 | Supercupa Africii                               | Supercupa Africii                               | Supercupa Africii                               | Supercupa Africii                               |
| Câștigate                                       | Câștigate                                       | Câștigate                                       | Câștigate                                       | Câștigate                                       | Câștigate                                       | Câștigate                                       | Câștigate                                       |                                                 |
| Anul                                            | Campioni                                        | Scor                                            | Adversar                                        | Anul                                            | Campioni                                        | Scor                                            | Adversar                                        |                                                 |
| ----------------------------------------------- | ----------------------------------------------- | ----------------------------------------------- | ----------------------------------------------- | ----------------------------------------------- | ----------------------------------------------- | ----------------------------------------------- | ----------------------------------------------- | ----------------------------------------------- |
| 2003                                            | Enyimba                                         | 2 - 1                                           | Ismaily                                         | 2004                                            | Enyimba                                         | 1 - 0                                           | Étoile du Sahel                                 |                                                 |
| 2004                                            | Enyimba                                         | 3 - 3 (5-3)                                     | Étoile du Sahel                                 | 2005                                            | Enyimba                                         | 2 - 0                                           | Hearts of Oak                                   |                                                 |

## Personalități ale clubului

### Foști jucători celebri
| - Vincent Enyeama - Osas Idehen - Josiah Maduabuchi | - Yusuf Mohamed - Obinna Nwaneri - Onyekachi Okonkwo | - Uga Okpara - Ajibade Omolade - Mfon Udoh | - Joetex Asamoah Frimpong - Mouri Ogunbiyi |

## Referință
1. ↑  „Enyimba se întoarce la stadionul Aba după renovări finalizate | Goal.com”. www.goal.com. Accesat în 7 februarie 2020.

## Legături externe
- Classic clubs: Enyimba Arhivat în 8 iulie 2015, la Wayback Machine. at FIFA.com
- Official web site